# Sex-Report blutjunger Mädchen
Sex-Report blutjunger Mädchen ist ein deutscher Report-Film aus dem Jahr 1972. Der Film kann als Sexfilm angesehen werden, welcher im Stile einer scheinbar wissenschaftlichen Dokumentation angefertigt wurde.

## Handlung
In einem Café treffen sich zehn junge Frauen, die ehemals gemeinsam im Internat lebten, und erzählen sich pikante Geschichten aus ihrem Leben und dem von Schulfreundinnen: Ein äußerlich strenger Chef entpuppt sich als Sado-Maso-Anhänger und möchte dominiert werden; die als lesbisch angesehene Freundin ist in Wirklichkeit eine Nymphomanin; die als männerverschlingender Vamp betrachtete ist dagegen lesbisch; ein höriger Freund ist in Wirklichkeit homosexuell; eine ist im Filmgeschäft in Hollywood, allerdings finanziert ihr Mann Pornos; eine verschwindet immer wieder im Café, denn sie ist mit dem Kellner verbandelt. Ein Kellner des Cafés weiß um die tatsächlichen Geschehnisse und rückt die erfundenen Geschichten wieder zurecht.

## Kritiken
„Veralteter Sexfilm um amouröse Verstrickungen.“